# Pantánassa (Réthymnon)
Pantánassa, en grec moderne : Παντάνασσα, est un village du dème d'Amári, dans le district régional de Réthymnon de la Crète, en Grèce. Selon le recensement de 2001, la population de Pantánassa compte 309 habitants et 268 habitants en 2011.
Le village est situé à une altitude de 480 mètres.

## Source de la traduction
- (el) Cet article est partiellement ou en totalité issu de l’article de Wikipédia en grec moderne intitulé « Παντάνασσα Ρεθύμνης » (voir la liste des auteurs).